# È arrivato un carico di formaggio
È arrivato un carico di formaggio (Here Today, Gone Tamale) è un film del 1959 diretto da Friz Freleng. È un cortometraggio animato della serie Looney Tunes, prodotto dalla Warner Bros. e uscito negli Stati Uniti il 29 agosto 1959. I protagonisti del cartone animato sono gatto Silvestro e speedy Gonzales.